# Alnwick Castle (Schiff)
Die Alnwick Castle, benannt nach der Schlossanlage in Northumberland, war ein 1901 in Dienst gestellter Passagierdampfer, der von der britischen Reederei Union-Castle Line im Passagier- und Postverkehr zwischen Großbritannien und Südafrika eingesetzt wurde. Das Schiff wurde am 19. März 1917 im Nordatlantik von dem deutschen U-Boot U 81 durch Torpedobeschuss versenkt. Alle 139 Menschen an Bord konnten sich retten, doch während des tagelangen Driftens auf dem offenen Ozeans verstarben 40 Bootsinsassen an den Folgen von Hunger, Durst und Entkräftung.

## Das Schiff
Das 5.893 BRT große Dampfschiff Alnwick Castle wurde von der neu gegründeten Reederei Union-Castle Line mit Sitz in London in Auftrag gegeben und in Govan bei Glasgow auf der Werft William Beardmore and Company gebaut. Sie war das erste in einer Serie von neuen Passagier- und Fracht-Expressdampfern, die von den nach dem Ende des Burenkriegs in Südafrika einsetzenden Einwanderungsströmen profitieren sollten. Ihr Schwesterschiff war die Berwick Castle (5.883 BRT, 1902), die drei Monate später als die Alnwick Castle bei William Beardmore vom Stapel lief.
Die 122,04 Meter lange und 15,3 Meter breite Alnwick Castle hatte einen maximalen Tiefgang von 8,17 Metern und war mit zwei Dreifachexpansions-Dampfmaschinen ausgestattet, die 475 PS (3.400 PSi) leisteten und eine Höchstgeschwindigkeit von 14 Knoten (25,9 km/h) ermöglichten. Das Schiff hatte einen Schornstein und zwei Masten. An Bord war Platz für 12 Reisende der Ersten, 29 der Zweiten und 42 der Dritten Klasse.
Die Alnwick Castle lief am 27. September 1901 vom Stapel und wurde im Dezember 1901 fertiggestellt. Die Union-Castle Line nutzte sie vorrangig im Passagierverkehr an der südafrikanischen Westküste und nach Mauritius. Am 26. September 1914 wurde der Dampfer als Truppentransporter angefordert. Im März 1915 brachte die Alnwick Castle Männer der Royal Naval Division zu den Dardanellen, wo sie in der Schlacht von Gallipoli kämpften. Am 16. Juni 1916 wurde die Alnwick Castle wieder ihrer Reederei übergeben und kam zurück in den zivilen Passagierverkehr.

## Versenkung

### Der U-Boot-Angriff
Am Sonnabend, dem 17. März 1917 lief die Alnwick Castle in Plymouth mit 100 Besatzungsmitgliedern, 14 Passagieren und gemischter Ladung zu einer Fahrt nach Kapstadt aus. Das Kommando hatte Kapitän Benjamin Chave (1870–1954), der seine Ausbildung noch auf Segelschiffen begonnen und zuvor mehrere andere Schiffe der Union-Castle Line und ihrer Vorgängerreedereien kommandiert hatte. Unter den Passagieren war eine Frau mit einem vier Monate alten Kleinkind.
Am 18. März traf das Schiff auf die Rettungsboote des kleinen britischen Kohle-Colliers Trevose der Hain Steamship Company aus St. Ives, der kurz zuvor von dem deutschen U-Boot U 81 (Oberleutnant zur See Raimund Weisbach) versenkt worden war. Zwei der 27 Besatzungsmitglieder waren dabei ums Leben gekommen. Die anderen 25 wurden an Bord der Alnwick Castle genommen. Insgesamt waren nun 139 Menschen an Bord des Schiffs.
In dieser Woche waren deutsche U-Boote besonders aktiv und versenkten insgesamt 55 Schiffe. Der Kapitän der Trevose berichtete der Mannschaft der Alnwick Castle, dass er während der Zeit in den Booten gesehen hatte, wie in der Nähe ein anderes Schiff explodiert war. Um 6.10 Uhr am folgenden Morgen, dem 19. März, entdeckte ein Ausguckposten im Krähennest, dass an Backbord ein Torpedo im rechten Winkel auf das Schiff zukam. Die Alnwick Castle befand sich zu diesem Zeitpunkt 310 Meilen südwestlich von Bishop Rock. Bis zur südirischen Küste und Kap Finisterre war es etwa eben so weit. Der Erste Offizier befahl „hart Steuerbord“ und „volle Kraft zurück“, aber bevor das Schiff herum schwang, schlug der Torpedo in die Backbordseite ein. Die Wucht der Detonation schleuderte Säulen aus Wasser und Trümmern auf die Kommandobrücke und riss mehrere Ladeluken aus ihren Halterungen.
Da die Alnwick Castle schnell über den Bug zu sinken begann, befahl Kapitän Chave das Verlassen des Schiffs und ließ zudem Notrufe absetzen, die allerdings unbeantwortet blieben. Alle 139 Menschen an Bord des Schiffs konnten es innerhalb kurzer Zeit in sechs Rettungsbooten sicher verlassen. Die Insassen der Boote nahmen Sicherheitsabstand zum sinkenden Schiff und beobachteten die letzten Momente. Etwa zehn Minuten nach dem Angriff sank die Alnwick Castle auf den Koordinaten 47° 38′ N, 13° 24′ W mit dem Bug voran, wobei ihre Schiffspfeife ein letztes Signal abgab und eine weitere Trümmerwolke empor geschossen kam.

### Die Rettungsboote
Der Torpedo war von der U 81 abgeschossen worden, demselben U-Boot, das am Tag zuvor die Trevose versenkt hatte. Das U-Boot blieb während des Untergangs abgetaucht unter der Wasseroberfläche und nahm danach wieder Fahrt auf, da in etwa vier Meilen Entfernung ein weiterer Dampfer gesichtet worden war. Kurz danach hörten die Überlebenden der Alnwick Castle in naher Entfernung eine Explosion und sahen am Horizont eine Wassersäule aufsteigen.
Die sechs Rettungsboote befanden sich Mitten auf dem Nordatlantik fernab jeden Landes. Kapitän Chave ließ einen nordöstlichen Kurs einschlagen, um die Mündung des Ärmelkanals zu erreichen und dicht befahrene Schifffahrtswege zu kreuzen. Die Boote wurden in einer Linie zusammengebunden und setzten Segel. In der ersten Nacht kamen Starkwinde und eine sehr raue See mit hohen Wellen auf, sodass die Segel wieder eingeholt werden mussten.
Am nächsten Morgen waren die Rettungsboote weit verstreut; zwei von ihnen waren spurlos verschwunden und wurden nie wieder gesehen. In den folgenden Tagen reduzierten Hunger, Durst, Kälte, Erschöpfung und die immer wieder in die Boote schwappenden Wellen die Zahl der Überlebenden. Fünf Tage nach der Versenkung wurde das Rettungsboot des Kapitäns 200 Meilen von der Untergangsstelle der Alnwick Castle im Golf von Biskaya von dem Dampfer Venezia der französischen Fabre Line entdeckt. Von den 29 Insassen waren in der Zwischenzeit fünf verstorben. Das Rettungsboot des Ersten Offiziers, das anfangs 31 Menschen an Bord gehabt hatte, wurde erst eine Woche nach der Versenkung, am 26. März, von zwei Fischerbooten an der Küste Galiciens entdeckt. Die Boote nahmen die 20 noch lebenden Insassen auf und brachten sie nach Carino, einem kleinen Fischerdorf am Cabo Ortegal. Elf Bootsinsassen waren verstorben, aber die Frau mit dem Baby sowie die Schiffsstewardess hatten überlebt.
Insgesamt kamen 40 Menschen, darunter drei Besatzungsmitglieder der Trevose, in den Rettungsbooten der Alnwick Castle ums Leben. Die Überlebenden lobten die Offiziere in höchsten Tönen für ihre Disziplin und dafür, dass sie alle möglichen Maßnahmen ergriffen hatten, die Schiffbrüchigen an Land zu bringen. Kapitän Chave wurde 1921 zum Knight Commander of the Order of the British Empire (KBE), der zweiten Stufe des britischen Ritterordens Order of the British Empire, ernannt und durfte fortan die Anrede Sir tragen.